# Février 1834

## Événements
- Premières lectures des Mémoires d'outre-tombe à l'Abbaye-aux-Bois chez Madame Récamier.
- Royaume-Uni : création du Grand National Consolidated Trades Union.

- 5 février, France : Dupont de l'Eure démissionne.

- 13 février, France :
  - Lyon : tentative de grève générale des ouvriers de la société des mutuellistes, qui provoquent au moment de leur procès la révolte des canuts (avril).
  - Juliette Drouet est engagée comme pensionnaire à la Comédie-Française. Elle n'y jouera jamais.

- 16 février, France : loi interdisant aux crieurs publics des brochures et journaux l'exercice de leur profession sans autorisation préalable de la municipalité. La promulgation de la loi est l’occasion, pendant plusieurs jours de rixes avec la police dans les rues de Paris.

- 21 - 23 février, France : la nouvelle loi sur la presse provoque des troubles à Paris.

- 24 février : accord sur le principe d’un régime de cosouveraineté sur l’Algérie entre les Français et Abd el-Kader. Ce traité, favorable à l’émir, est négocié par le général Desmichels, qui obtient d’Abd el-Kader la reconnaissance de la souveraineté française. Abd el-Kader prête serment au roi Louis-Philippe Ier qui l’investit bey d’Oranie et obtient le droit pour les Arabes d’acheter armes, poudre et munition et de disposer du port d’Arzew. Abd El-Kader, satisfait, croyait son repos assuré, lorsque de nouveaux ennemis vinrent l'attaquer dans sa retraite. Il permet d’éliminer ses adversaires Zmalas et Douarais, tel l'agha Mustapha ben Ismaïl.

- 28 février, France : la cour d'assises condamne le député Étienne Cabet à deux ans de prison pour délit de presse. Il se réfugie en Grande-Bretagne pendant cinq ans.

## Naissances
- 6 février : Edwin Klebs (mort en 1913), médecin allemand.
- 8 février : 
  - Dmitri Mendeleïev (mort en 1907), chimiste russe, inventeur de la classification périodique des éléments actuelle.
  - Louise Lalande (morte en 1890), peintre française.
- 9 février : Jacques Orteig, alpiniste français  († 2 janvier 1904).
- 13 février :
  - Heinrich Caro (mort en 1910), chimiste allemand.
  - Maurice Chaper (mort en 1896), paléontologue et géologue français.
- 16 février : Ernst Haeckel (mort en 1919), biologiste allemand.

## Décès
- 12 février : Friedrich Schleiermacher; théologien piétiste (° 1768).
- 26 février : Aloys Senefelder (né en 1771), inventeur de la lithographie.